# کروپانگ
کروپانگ (به صربی: Krupanj) یک شهرستان در صربستان است که در شومادئیا و صربستان غربی واقع شده‌است. کروپانگ ۲۹۹ متر بالاتر از سطح دریا واقع شده‌است.